# Мешково (Большереченський район)
Мешково (рос. Мешково) — присілок у Большереченському районі Омської області Російської Федерації.
Муніципальне утворення — Євгащинське сільське поселення. Населення становить 185 осіб.

## Історія
Згідно із законом від 30 липня 2004 року входить до складу муніципального утворення Євгащинське сільське поселення.

## Населення
| 1926 | 2002 | 2010 |
| ---- | ---- | ---- |
| 560  | ↘238 | ↘185 |